# 曲轴毛蕨
曲轴毛蕨（学名：Cyclosorus paradentatus）为金星蕨科毛蕨属下的一个种。